# 2002年ソルトレークシティオリンピックのドイツ選手団
2002年ソルトレークシティオリンピックのドイツ選手団（2002ねんソルトレークシティオリンピックのドイツせんしゅだん）は、2002年2月8日から2月24日までアメリカ合衆国のソルトレイクシティで開催された2002年ソルトレークシティオリンピックのドイツ選手団、およびその競技結果。

## 概要
今大会は、金メダルは12個、銀メダル16個、銅メダル8個、合計36個のメダルを獲得した。
スピードスケートでは、クラウディア・ペヒシュタインが1994年リレハンメルオリンピック、1998年長野オリンピックに続いて女子5000mで金メダルを獲得し、オリンピック3連覇を達成した。
リュージュ男子1人乗りでオリンピック3連覇中のゲオルク・ハックルは銀メダルに留まり、冬季オリンピック初の4連覇はならなかった。

## メダル
| メダル | 選手名                                                                                            | 競技                   | 種目                 |
| ------ | ------------------------------------------------------------------------------------------------- | ---------------------- | -------------------- |
| 金     | マヌエラ・ヘンケル ヴィオラ・バウアー クラウディア・キュンツェル エヴィ・ザッヘンバッハー         | クロスカントリースキー | 女子4×5kmリレー      |
| 金     | アンニ・フリージンガー                                                                            | スピードスケート       | 女子1500m            |
| 金     | クラウディア・ペヒシュタイン                                                                      | スピードスケート       | 女子3000m            |
| 金     | クラウディア・ペヒシュタイン                                                                      | スピードスケート       | 女子5000m            |
| 金     | スヴェン・ハンナバルト シュテファン・ホッケ ミヒャエル・ウアマン マルティン・シュミット           | スキージャンプ         | 男子ラージヒル団体   |
| 金     | クリストフ・ランゲン マークス・ツィンマーマン                                                     | ボブスレー             | 男子2人乗り          |
| 金     | アンドレ・ランゲ エンリコ・キューン ケビン・クスケ カルステン・エンバッハ                         | ボブスレー             | 男子4人乗り          |
| 金     | ジルケ・オットー                                                                                  | リュージュ             | 女子1人乗り          |
| 金     | パトリック・ライトナー アレキサンダー・レッシュ                                                   | リュージュ             | 男子2人乗り          |
| 金     | カティ・ウィルヘルム                                                                              | バイアスロン           | 女子7.5kmスプリント  |
| 金     | アンドレア・ヘンケル                                                                              | バイアスロン           | 女子15km             |
| 金     | カトリン・アペル ウルスラ・ディスル アンドレア・ヘンケル カティ・ウィルヘルム                     | バイアスロン           | 女子4×7.5kmリレー    |
| 銀     | ペーター・シュリッケンリーダー                                                                    | クロスカントリースキー | 男子スプリント       |
| 銀     | エヴィ・ザッヘンバッハー                                                                          | クロスカントリースキー | 女子スプリント       |
| 銀     | スヴェン・ハンナバルト                                                                            | スキージャンプ         | 男子ノーマルヒル     |
| 銀     | ロニー・アッカーマン                                                                              | ノルディック複合       | 男子スプリント       |
| 銀     | ビョルン・キルヒアイゼン ゲオルク・ヘティヒ マルセル・ヘーリッヒ ロニー・アッカーマン             | ノルディック複合       | 男子団体             |
| 銀     | モニク・ガルブレヒト＝エンフェルト                                                                | スピードスケート       | 女子500m             |
| 銀     | サビーネ・フェルカー                                                                              | スピードスケート       | 女子1000m            |
| 銀     | サビーネ・フェルカー                                                                              | スピードスケート       | 女子1500m            |
| 銀     | サンドラ・キリアシス ウルリケ・ホルツナー                                                         | ボブスレー             | 女子2人乗り          |
| 銀     | ゲオルク・ハックル                                                                                | リュージュ             | 男子1人乗り          |
| 銀     | バルバラ・ニーデルンフーバー                                                                      | リュージュ             | 女子1人乗り          |
| 銀     | スヴェン・フィッシャー                                                                            | バイアスロン           | 男子10kmスプリント   |
| 銀     | ウルスラ・ディスル                                                                                | バイアスロン           | 女子7.5kmスプリント  |
| 銀     | カティ・ウィルヘルム                                                                              | バイアスロン           | 女子10kmスプリント   |
| 銀     | フランク・ルック                                                                                  | バイアスロン           | 男子20km             |
| 銀     | スヴェン・フィッシャー フランク・ルック リッコ・グロス ペーター・センデル                         | バイアスロン           | 男子4×7.5kmリレー    |
| 銅     | マルティナ・エルトゥル                                                                            | アルペンスキー         | 女子複合             |
| 銅     | ヴィオラ・バウアー                                                                                | クロスカントリースキー | 女子10km複合         |
| 銅     | トビアス・アンゲラー イェンス・フィルブリッヒ アンドレアス・シュリューター レネ・ゾンマーフェルト | クロスカントリースキー | 男子4×10kmリレー     |
| 銅     | イェンス・ボーデン                                                                                | スピードスケート       | 男子5000m            |
| 銅     | サビーネ・フェルカー                                                                              | スピードスケート       | 女子500m             |
| 銅     | スージー＝リサ・エルドマン ニコル・ヘルシュマン                                                   | ボブスレー             | 女子2人乗り          |
| 銅     | ジルケ・クラウスハール                                                                            | リュージュ             | 女子1人乗り          |
| 銅     | リッコ・グロス                                                                                    | バイアスロン           | 男子12.5kmパシュート |